# Barîlove, Horol
Barîlove (în ucraineană Барилове) este un sat în comuna Kovali din raionul Horol, regiunea Poltava, Ucraina.

## Demografie
Componența lingvistică a localității Barîlove
     Ucraineană (90,54%)
     Rusă (9,46%)
Conform recensământului din 2001, majoritatea populației localității Barîlove era vorbitoare de ucraineană (90,54%), existând în minoritate și vorbitori de rusă (9,46%).